# 拉夫尼茨河谷海利根克罗伊茨
拉夫尼茨河谷海利根克罗伊茨是奥地利布尔根兰州延纳斯多夫县的一个市镇。总面积23.78平方公里，总人口1242人，人口密度52.2人/平方公里（2001年）。